# ایورکا (اسپنسر، ایندیانا)
ایورکا (به انگلیسی: Eureka) یک منطقهٔ مسکونی در ایالات متحده آمریکا است که در ایندیانا واقع شده‌است. ایورکا ۱۱۸٫۸۷ متر بالاتر از سطح دریا قرار دارد.